# Franz Koringer
Franz Koringer (* 19. Juni 1921 in Towarischewo bei Bačka Palanka (deutsch Plankenburg), Königreich Jugoslawien; † 21. Dezember 2000 in Leibnitz) war ein steirischer Komponist, der viele Werke für symphonisches Orchester komponierte und in den letzten Jahren durch viele neue steirische Volkslieder und Messen berühmt wurde. In den 1960er-Jahren beschäftigte sich mit der Dodekaphonie und später auch mit der serielle Musik und Klangfarbentechnik. Kompositorisch hatte er schließlich Schwerpunkte in der Freien Tonalität, der Folklore, und auch in der Geistlichen Chormusik.  Er schrieb knapp 900 Werke.

## Leben
Franz Koringer wurde in Towarischewo im heutigen Serbien geboren. Der Ort gehörte bis zum Ende des Ersten Weltkrieges zur österreichisch-ungarischen Monarchie. Die wechselnden Zugehörigkeiten in den folgenden Jahrzehnten zu Ungarn, Serbien oder Kroatien waren für sein späteres musikalisches Schaffen sehr entscheidend. 1942 kam er zur musikalischen Ausbildung in die Steiermark, wurde ins Konservatorium  und der Musikhochschule Graz (Violine, Klavier und Komposition (mit Waldemar Bloch)) aufgenommen, und schloss 1949 sein Studium ab.
Franz Koringer begann als Musikschullehrer in Arnfels in der Südsteiermark, kam dann an die Musikschule Leibnitz und leitete diese später nach ihm benannte Franz Koringer Musikschule von 1955 bis zu seiner Pensionierung 1981.

## Preise und Auszeichnungen
- 1962 Hugo-Wolf-Medaille
- 1963 Johann-Wenzel-Stamitz-Preis
- 1967 Goldenes Ehrenzeichen des Steirischen Sängerbundes
- 1971 Österreichisches Ehrenkreuz für Wissenschaft und Kunst
- 1975 Andreas-Lutz-Preis der Donauschwäbischen Landsmannschaft in der Steiermark
- 1976 Joseph-Marx-Musikpreis des Landes Steiermark
- 1977 Verleihung des Titels „Professor“ durch den Bundespräsidenten
- 1978 Viktor-Zack-Medaille in Silber des Steirischen Sängerbundes
- 1981 Goldene Ehrennadel der Stadt Leibnitz
- 1986 Walther-von-der-Vogelweide-Medaille des Österreichischen Sängerbundes
- 1991 Großes Goldenes Ehrenzeichen des Landes Steiermark
- 1991 Umbenennung der Leibnitzer Musikschule in „Franz-Koringer-Musikschule“